# Jolanda Vogt-Kindle
Jolanda Vogt-Kindle (* 5. Mai 1965 in Triesenberg als Jolanda Kindle) ist eine ehemalige liechtensteinische Skirennläuferin.

## Biografie
Vogt-Kindle startete bei den Juniorenweltmeisterschaften 1982 und 1983. Bei den Olympischen Winterspielen 1984 Teil der Olympiamannschaft von Liechtenstein. In der Abfahrt den 25. und im Slalom den 17. Rang. Im Riesenslalom wurde sie disqualifiziert. Drei Jahre später startete sie bei den Alpinen Skiweltmeisterschaften im Slalom und belegte den 15. Platz. Im Folgejahr gab sie ihr Weltcupdebüt am 5. Januar beim Riesenslalom in Tignes und nahm erneut an den Olympischen Winterspielen teil. In der Abfahrt belegte sie den 26. Platz und in der alpinen Kombination erreichte sie Rang 16. Im Slalom und Riesenslalom konnte er keine Platzierung erzielen. Wie bereits 1987 konnte die Liechtensteinerin auch bei den Weltmeisterschaften 1989 in Vail den 15. Platz im Slalom erreichen. Ihr bestes Weltcupresultat konnte sie mit Rang 5 im Riesenslalom am 4. März 1989 in Furano erzielen.